# Beachball

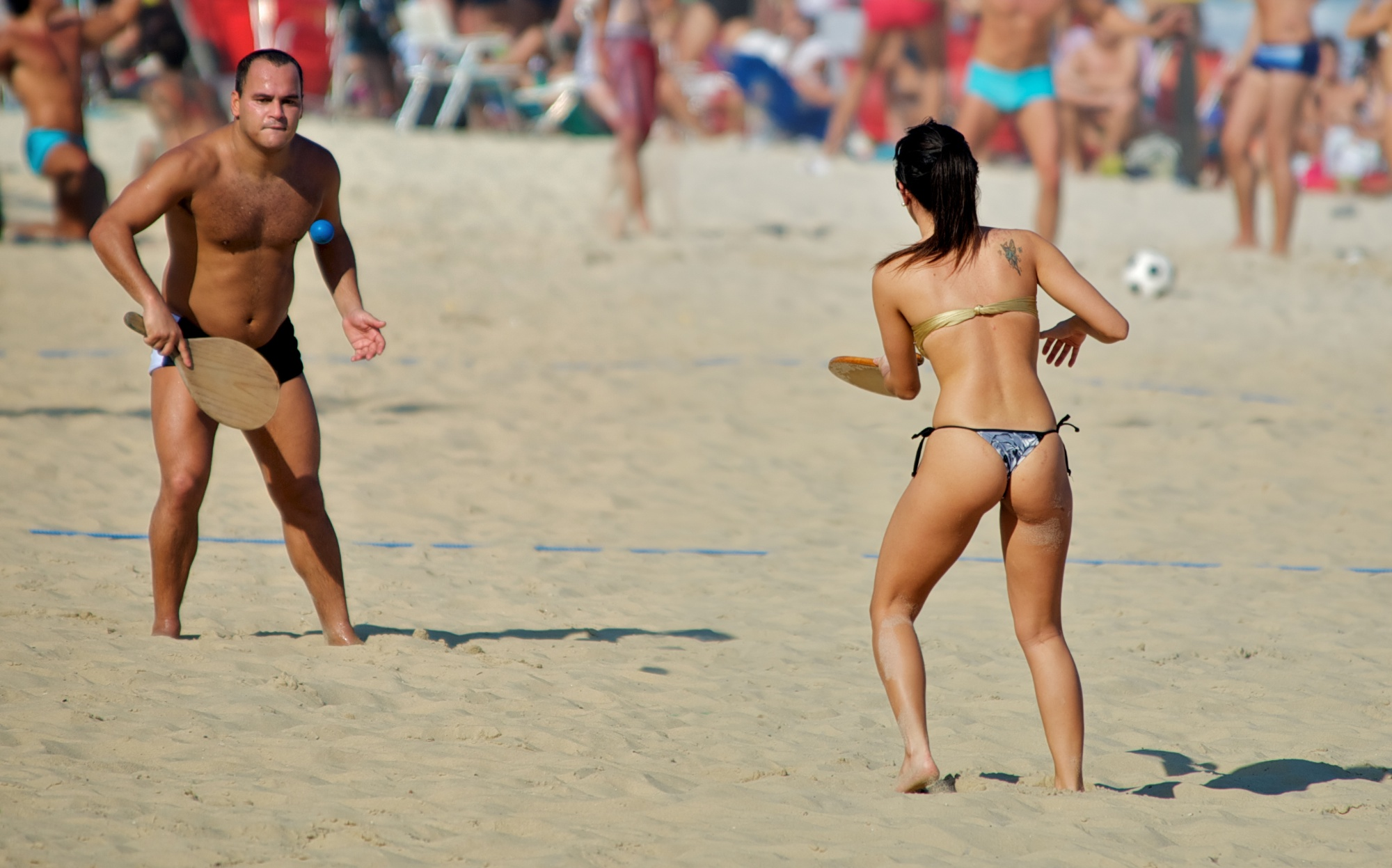
Beachballspieler in Ipanema.

Beachball, auch Frescobol oder Schwabentennis genannt, ist eine Schlägersportart, die in den 1950er Jahren in Brasilien entstand. Das Spiel wird zwischen 2 (oder gelegentlich 3) Spielern mit festen Schlägern, meist aus Holz oder Kunststoff, gespielt. Ziel des Spiels ist es, einen kleinen Gummiball so lange wie möglich zwischen den Spielern zu schlagen. Es wird oft als Strandaktivität betrachtet.
Der Schläger wird aus Holz oder aus mit Glas- oder Kohlenstofffasern verstärkten Verbundwerkstoffen    hergestellt. Er kann hohl oder massiv sein. Die maximalen Abmessungen sind eine Breite von 25 Zentimetern und eine Höhe von 50 Zentimetern. Das Gewicht sollte zwischen 300 und 400 Gramm liegen, je nach Vorliebe des Spielers. Der Griff kann mit einem rutschfesten Griff versehen werden.

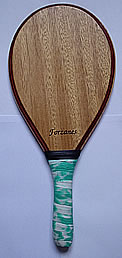
Ein Beachballschläger

Der Ball ist eine mit unter Druck stehendem Gas gefüllte Hohlkugel aus Gummi. Häufig werden Racquetball-Bälle verwendet.

## Ähnliche Sportarten
Frescobol ist dem israelischen Sport matkot/kadima sehr ähnlich. Die Spielweise ist gleich, aber Matkot wird in der Regel mit runden Schlägern gespielt und nicht mit den tropfenförmigen Schlägern, die beim Frescobol verwendet werden.